# Dornier-Museum
Das Dornier Museum in Friedrichshafen ist ein Technikmuseum, das die Pionierleistung des Flugzeugkonstrukteurs Claude Dornier (1884–1969) und des Friedrichshafener Unternehmens Dornier-Werke, das in der Zwischenzeit in der Airbus Group aufgegangen ist, dokumentiert. Initiator ist der dritte Sohn Claude Dorniers Silvius Dornier, Träger ist die Dornier Stiftung für Luft- und Raumfahrt.
Seit 2005 hat das Museum zahlreiche Dornier-Flugzeuge, Modelle und sonstige Exponate zusammengetragen, die seit der Eröffnung am 24. Juli 2009 in einem modernen Museumsbau mit 5.590 m² Gebäudefläche und einem 25.000 m² großen Landschaftspark direkt am Flughafen Friedrichshafen präsentiert werden. Behandelt werden Firmengeschichte, Produktionsstätten und Flugzeugmodelle, unter anderem das Riesenflugzeug Dornier Do X. Angegliedert ist ein Archiv und eine Bibliothek mit Bezug zu Dornier.

## Architektur

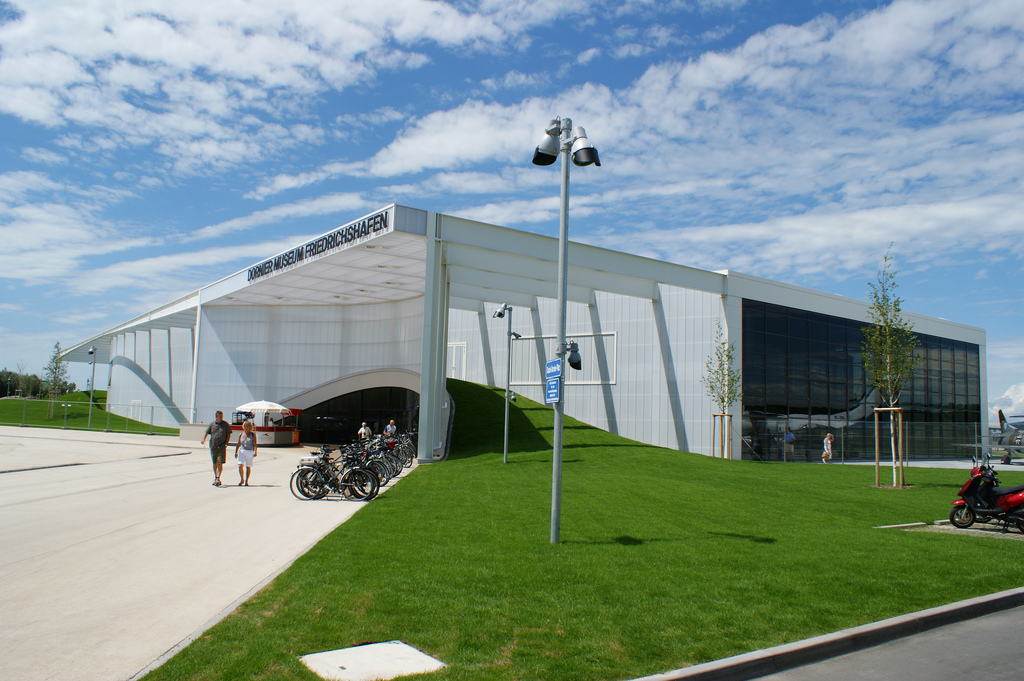
Museumshangar bei Tag

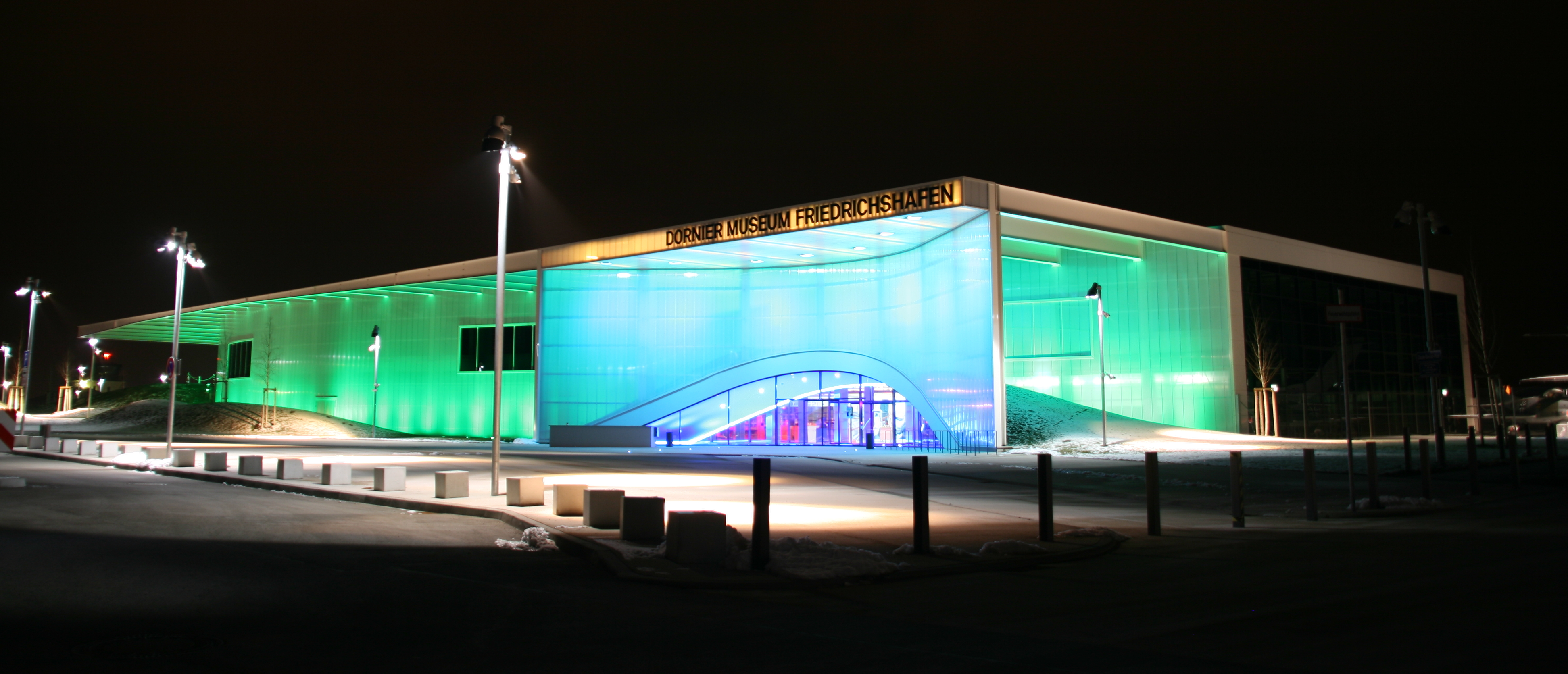
Dornier-Museum bei Nacht

Der Grundriss des Museumshangars stellt eine Rollfeld-Abzweigung des Flughafens Friedrichshafen dar.
Der Entwurf stammt von dem Architekturbüro Allmann Sattler Wappner; die Lichtinstallationen entwarf der Raum-Licht-Künstler James Turrell, der auch privat der Luftfahrt und Dornier verbunden ist.

## Leitung des Museums
Die erste Museumsdirektorin, Christina Becker, gab die Leitung des Hauses zum 1. April 2010 an Berthold Porath ab, der u. a. für die Veranstaltung „Klassikwelt Bodensee“ verantwortlich war. Porath wurde für seine Bemühungen als Direktor 2014 mit dem Botschafterpreis von MINT Zukunft schaffen geehrt. Im Mai 2017 übernahm David Dornier aus der Familie die Leitung. Seit 1. Oktober 2020 hat Hans-Peter Rien diese Funktion inne.

## Exponate

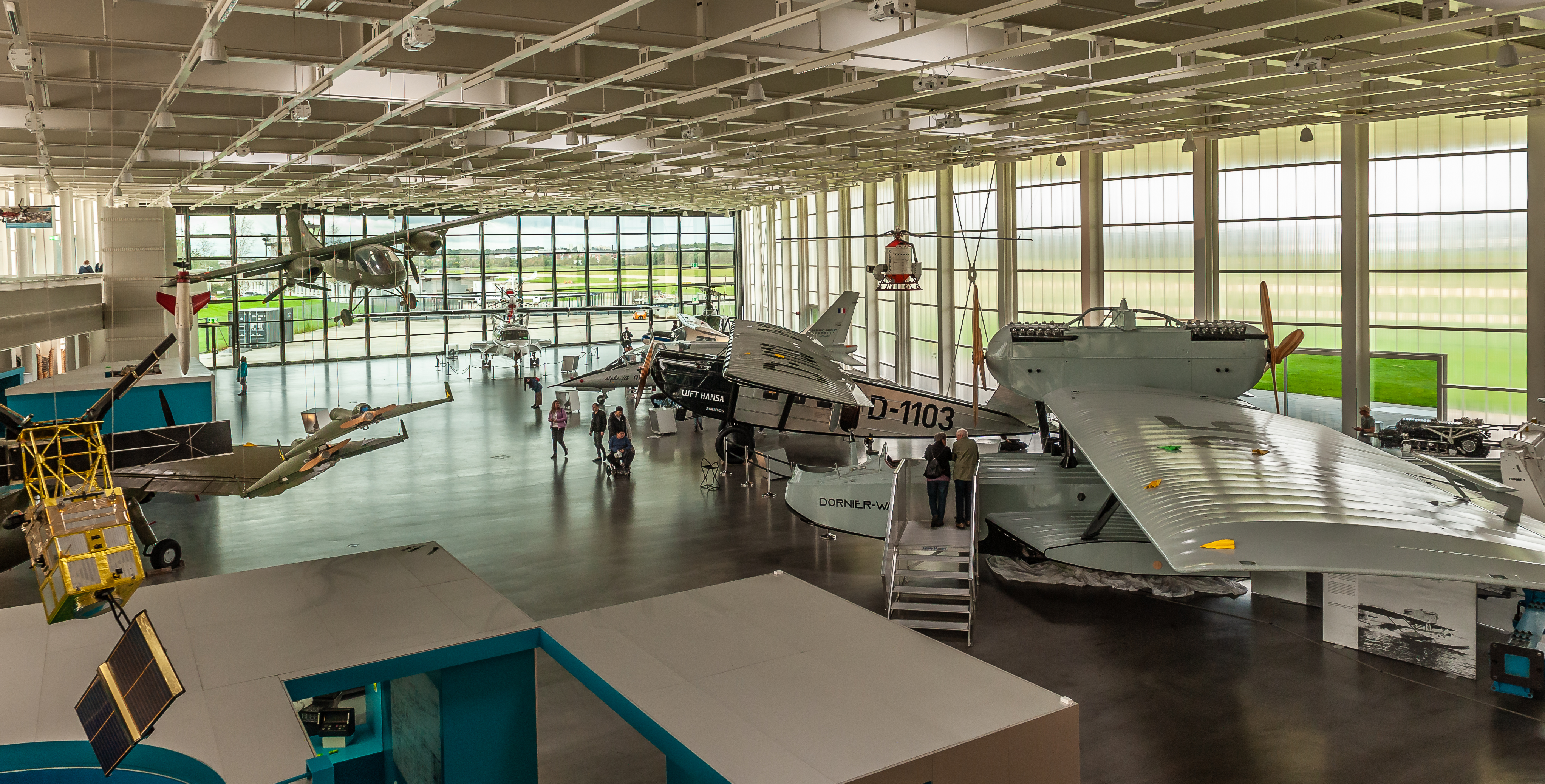
Ausstellungshalle

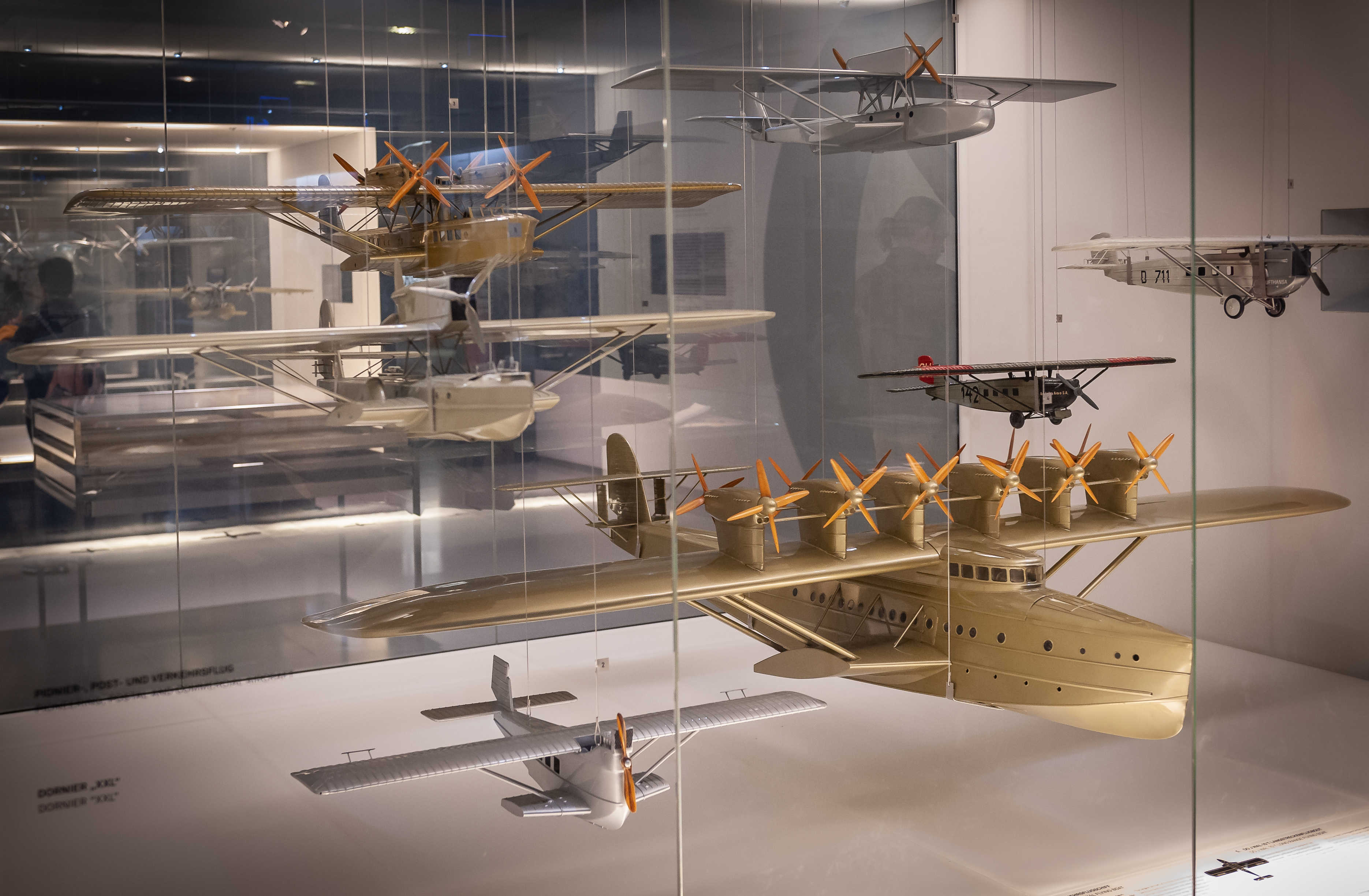
Modelle

Im Außenbereich sind zwischen dem Museumsgebäude und dem Rollfeld des Flughafens mehrere Flugzeuge zu besichtigen. Im Inneren des Gebäudes befinden sich im Hangar weitere Großflugzeuge sowie zahlreiche Satellitenmodelle.

### Flugzeuge
- Dornier Wal (1:1-Nachbau)
- Dornier Merkur (1:1-Nachbau)
- Dornier Do 27
- Dornier Do 28 A1
- Dornier Do 28 D Skyservant
- Dornier Do 29
- Dornier Do 31 E1
- Dornier 228
- Dornier 328
- Dornier Kiebitz
- Fiat G.91
- Br1150 Breguet Atlantic
- Bell UH-1 D
- Alpha Jet
- CL-89 Drohne
- Modelle der gebauten Dornier-Flugzeugtypen[4]

### Triebwerke
- Daimler-Benz DB 603 (Triebwerk der Do 335)
- Rolls-Royce Bristol Siddeley Pegasus 5–2 (Marschtriebwerk der Do 31)
- Rolls-Royce RB.162-4D (Hubtriebwerk der Do 31)

### Satelliten
- AEROS – Aeronomie-Satellit
- GEOS – erster geostationärer Forschungssatellit
- ISEE-B – Europäischer Forschungssatellit
- Ulysses – erste interplanetare Sonde zu den Polen der Sonne
- ERS – European Remote Sensing Satellite
- MetOP – Meteorological Operational Satellite
- ENVISAT – Environmental Satellite

### Technologien
- Faint Object Camera Originalflugeinheit aus dem Hubble-Weltraumteleskop
- Marskamera HRSC
- Bauweisen im Flugzeugbau: Differenzialbauweise, Integralbauweise, Verbundbauweise
- Dornier 228 Tragflügelabschnitt
- Nierenlithotripter HM 3
- Textilwebmaschine
- Aufklärungssystem Drohne CL 289[5]
- Drohne-Anti-Radar
- IPS (Instrument Pointing System)

## Baracke Seemoos

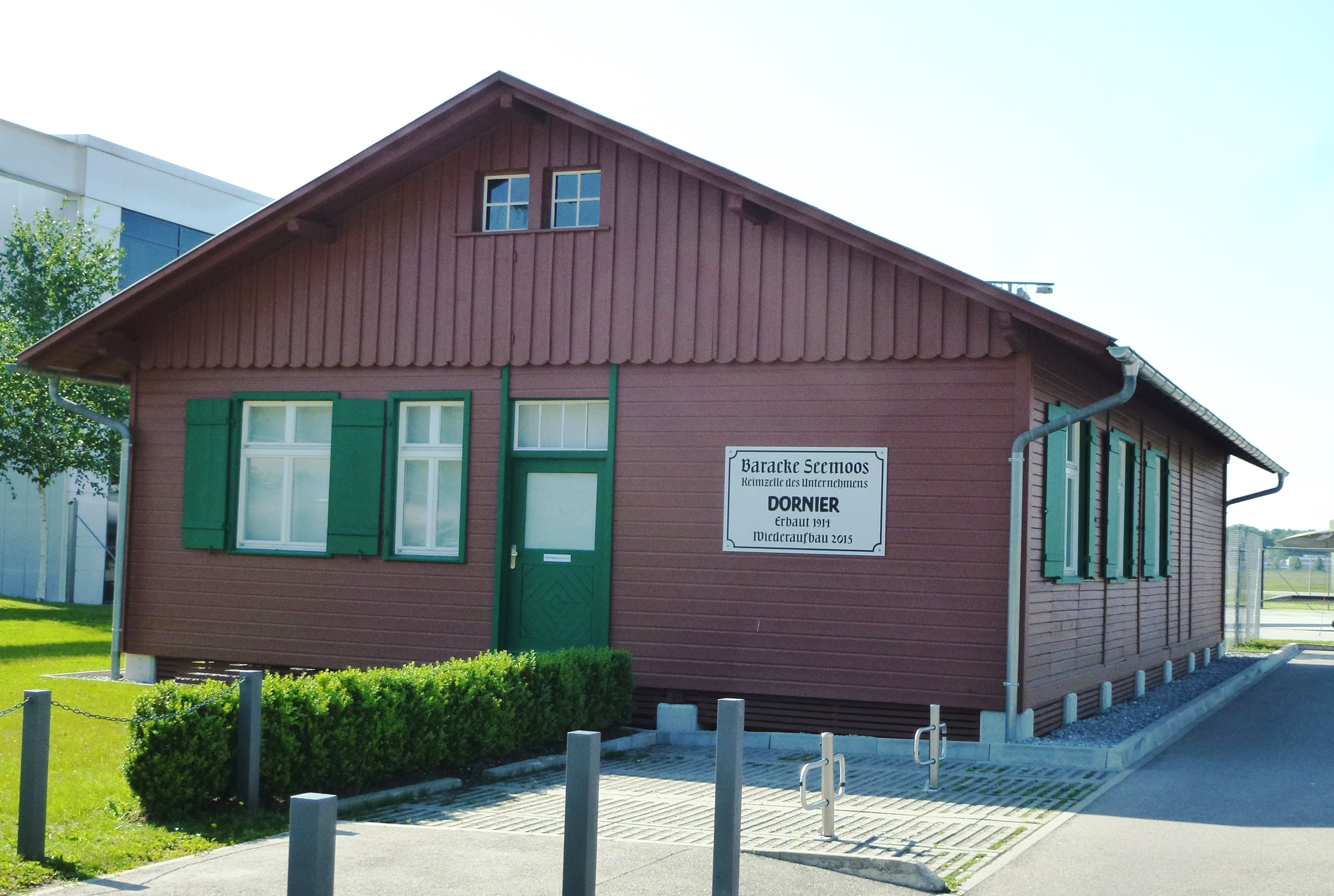
Baracke Seemoos 2016

Als interessantes Exponat gilt auch die vor dem Museum am Parkplatz stehende Baracke Seemoos, die als die Keimzelle des Unternehmens Dornier gilt. Sie wurde 2016 am neuen Standort wiedererrichtet.

## Museum Landshut
Ein Landshut-Museum auf einem Privatgrundstück neben dem Dornier-Museum ist geplant.